# Стина Джаксън
Стина Джаксън (на шведски: Stina Jackson) е шведска писателка на произведения в жанра криминален роман и трилър.

## Биография и творчество
Стина Джаксън е родена на 28 юни 1983 г. в Шелефтео, лен Вестерботен, Щвеция. Опитва да пише от ученическите си години. Завършва гимназия през 2002 г. и се премества в Стокхолм две години по-късно. През 2006 г. мести в Денвър, Колорадо, където се омъжва за американеца Робърт Джаксън, и получава двойно гражданство. Следва право в Денвър.
Първият ѝ криминален роман „Сребърният път“ е издаден през 2018 г. Преди три години Леле оставя дъщеря си Лина на спирка на Сребърния път виещ се в Северна Швеция, но след петнайсетина минути Лина изчезва, а мащабното издирване не я открива. Сега бащата използва белите нощи и обикаля и най-затънтените места. Междувременно седемнайсетгодишната Мея се заселва в близко градче в търсене на дом, любов и уют. Пътищата на Лина и Мея се пресичат, и наяве ще излезе мрачна тайна. Книгата бързо става бестселър и я прави известна. Тя печели редица награди – наградата на Шведската академия на криминалните писатели (за първи път за дебют), за най-добър шведски криминален роман, награда за книга на годината в Швеция, и наградата „Стъклен ключ“ за най-добър скандинавски криминален роман.
През 2020 г. е издаден криминалният ѝ роман „Пустош“. Действието му се развива в малкото селце Йодесмарк край Арвидсяур, където времето сякаш е спряло, а хората го напускат. Но в селото са останали някогашната бунтарка Лив Бьорнлунд и семейството на Видар, мразен от хората заради сделки със земи, който живее в усамотена къща със своя син Симон. Тук нещата се случват бавно и внушително, сред местната общност с големи и малки интриги и конспирации. Книгата е номинирана за различни награди за криминална литература.
Стина Джаксън живее със семейството си в Денвър.

## Произведения

### Самостоятелни романи
- Silvervägen (2018)[1][2][3]
Сребърният път, изд.: „Сиела“, София (2019), прев. Любомир Гиздов
- Ödesmark (2020)
Пустош, изд.: „Сиела“, София (2021), прев. Любомир Гиздов